# Óptica atómica
La óptica del átomo (u óptica atómica) es el área de la física que trata con haces de átomos fríos, neutros que se mueven lentamente, como un caso especial de un haz de partículas. Al igual que un haz óptico, el haz atómico puede exhibir difracción e interferencia, y puede enfocarse con una placa de zona Fresnel o un espejo atómico cóncavo. Varios grupos científicos trabajan en este campo.
Hasta 2006, la resolución de los sistemas de imágenes basados en haces atómicos no era mejor que la de un microscopio óptico, principalmente debido al bajo rendimiento de los elementos de enfoque. Tales elementos usan una pequeña apertura numérica; generalmente, los espejos atómicos usan incidencia de pastoreo, y la reflectividad cae drásticamente con el aumento del ángulo de pastoreo; para una reflexión normal eficiente, los átomos deben ser ultrafríos, y tratar con tales átomos generalmente implica trampas magnéticas, magnetoópticas u óptical en lugar de una óptica. 
Publicaciones científicas recientes sobre Nanoóptica atómica, lentes de campo evanescentes y espejos acanalados muestran una mejora significativa desde principios del siglo XXI. En particular, se puede realizar un holograma atómico. En julio de 2009 apareció un extenso artículo de revisión "Óptica e interferometría con átomos y moléculas" 